# Centre de Matemàtiques i Informàtica

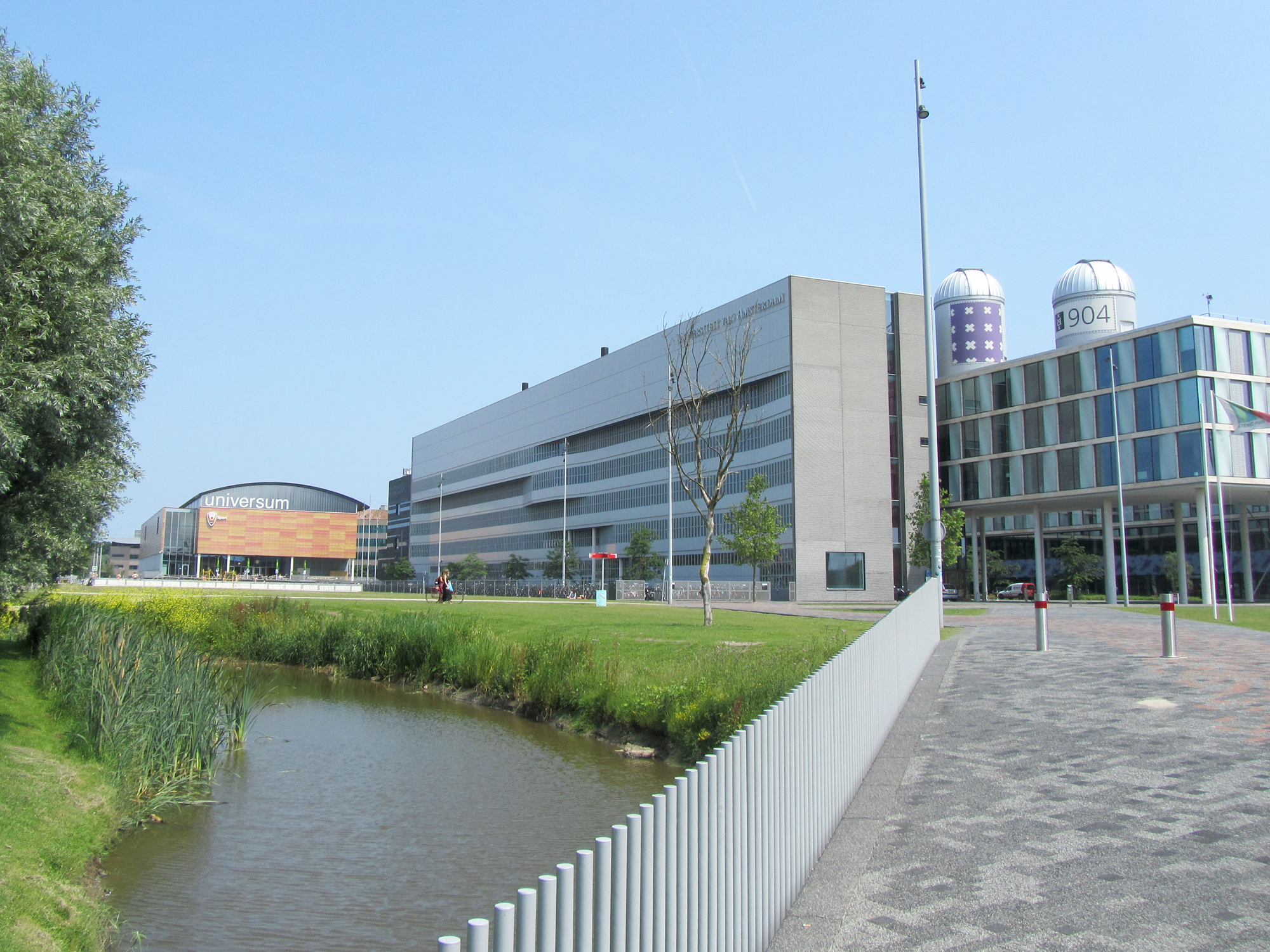
El Centre de Matemàtiques i Informàtica es troba a l'Amsterdam Science Park.

El Centre de Matemàtiques i Informàtica (CWI, Centrum voor Wiskunde en Informatica) és un centre de recerca nacional en matemàtiques i informàtica situat a Amsterdam (Països Baixos).
Fundat el 1946 per Johannes van der Corput, David van Dantzig, Jurjen Koksma, Hendrik Anthony Kramers, Marcel Minnaert i Jan Arnoldus Schouten, la seva missió és promoure les matemàtiques per a la societat en general, així com pel sector industrial.
El 1983, el Centre canvià el seu nom per aquest. Anteriorment, s'anomenava «Centre Matemàtic» (en neerlandès: Mathematisch Centrum). El nou nom reflecteix la gran part de la recerca que estudia la informàtica.
El CWI és membre de l'ERCIM, una associació a escala europea. El 70% del finançament del Centre prové de l'Organització per a la Recerca Científica dels Països Baixos (NWO).